# Manfred Greif

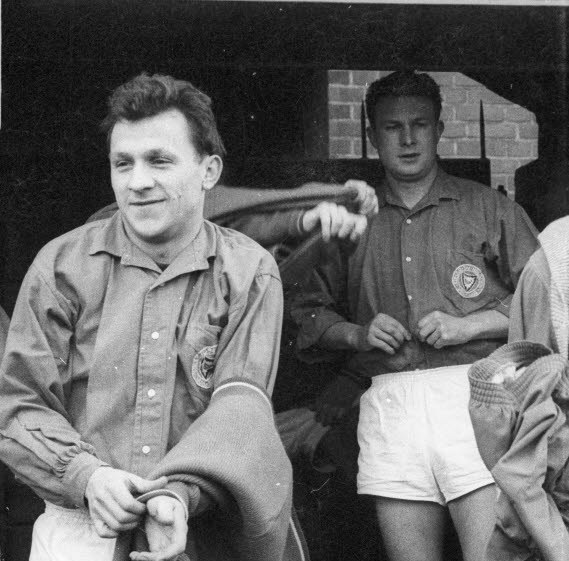
Manfred Greif (li.) neben Horst Martinsen im Kieler Holstein-Stadion (1963)

Manfred Greif (* 14. Oktober 1939 in Kiel; † 3. April 1999) war ein deutscher Fußballspieler, der von 1964 bis 1967 als Stürmer des 1. FC Nürnberg 61 Bundesligaspiele absolvierte und dabei zehn Tore schoss.

## Laufbahn

### Kiel, bis 1964
Aus dem Amateurlager von Union-Teutonia Kiel, den „Gelbhemden“ vom Professor-Peters-Platz, wechselte 1961 das Angriffstalent Manfred Greif zu den „Störchen“ von Holstein Kiel in die Oberliga Nord. Der auf beiden Flügeln einsetzbare Angreifer debütierte am 20. August 1961 beim 5:2-Auswärtserfolg bei Altona 93 in der Oberliga Nord. Greif bildete zusammen mit Gerd Koll, Eitel Galle, Horst Martinsen und Alfred Bornemann den Angriff der Kieler „Störche“, der insgesamt 84 Tore erzielte und damit im Norden den fünften Tabellenplatz belegte. In seinem zweiten Jahr bei Holstein Kiel kamen für den Angriff die Talente Fritz Boyens und Manfred Podlich hinzu. Wiederum errang Kiel den fünften Rang. Insgesamt kam Greif auf 56 Oberligaspiele und erzielte dabei 16 Tore. Nach dem neunten Spieltag der Oberliga-Runde 1962/63 – 4:1-Heimsieg gegen Arminia Hannover – debütierte der Kieler Flügelspieler am 24. Oktober 1962 beim Länderspiel in Lyon gegen Frankreich in der deutschen U-23-Nationalmannschaft. Gemeinsam mit Karl-Heinz Thielen, Werner Ipta, Rudolf Brunnenmeier und Horst Trimhold bildete er bei der 0:1-Niederlage den Angriff der DFB-Mannschaft. Da aus der Oberliga Nord für die neue Leistungsklasse der Bundesliga zur Saison 1963/64 die drei Mannschaften des Hamburger SV, Werder Bremen und Eintracht Braunschweig nominiert worden waren, trug Holstein Kiel in der Regionalliga Nord seine Punktspiele aus. Manfred Greif bildete zumeist mit dem Neuzugang Gerd Saborowski den linken Flügel und absolvierte alle 34 Rundenspiele und erzielte dabei neun Tore. Kiel belegte zum dritten Mal in Folge den fünften Rang und Greif nahm zur Saison 1964/65 das Angebot des 1. FC Nürnberg an und wechselte in das Frankenland.

### Bundesliga, 1964 bis 1967
Nachdem der „Club“ im Premierenjahr der Fußball-Bundesliga, 1963/64, Turbulenzen durchlebt hatte und die erste Trainerablösung – Herbert Widmayer wurde bereits am 30. Oktober 1963 entlassen – fabriziert hatte, ging der 1. FC Nürnberg im Sommer 1964 mit Trainer Gunther Baumann und den Offensivhoffnungen Anton Allemann, Rolf Wüthrich und Greif in das zweite Jahr Bundesliga. Allemann und Greif debütierten am 22. August 1964 bei dem 2:0-Heimsieg gegen Borussia Neunkirchen in der Bundesliga. Mit den Angriffspitzen Allemann, Heinz Strehl und Greif kamen die Nürnberger auf den sechsten Tabellenrang. Greif kam auf 26 Spiele mit drei Toren. Zur Runde 1965/66 kam mit Mittelstürmer Franz Brungs ein torgefährlicher Stürmer aus Dortmund in die Noris und das Flügelstürmertalent Georg Volkert eröffnete mit 13 Einsätzen seine hoffnungsvolle Karriere. Der Ex-Kieler wurde von Trainer Jenő Csaknády in 24 Spielen eingesetzt wo Greif fünf Treffer erzielte. Im Messe-Cup war Greif in den zwei Begegnungen gegen den FC Everton im September und Oktober 1965 in der Club-Elf. Im Heimspiel am 29. September brachte er in der 24. Minute Nürnberg mit 1:0 in Führung. Im dritten Nürnberg-Jahr kam Greif nur noch auf elf Einsätze mit zwei Toren. Nach seinem ersten Einsatz am fünften Spieltag – 17. September 1966 – beim 1:0-Auswärtserfolg beim Hamburger SV erzielte er am siebten Spieltag, den 1. Oktober 1966, sogar den 1:0-Siegtreffer beim FC Bayern München. Zur Stammelf gehörte er aber in dieser Nürnberger Runde mit drei Trainern – Csaknady bis 7. November; Jenő Vincze bis 31. Dezember 1966 und Max Merkel ab 1. Januar 1967 – nicht mehr. Sein letztes Bundesligaspiel bestritt Greif am 15. April 1967 beim 1:0-Heimsieg gegen Borussia Mönchengladbach, wo er mit Heinz Müller, Strehl, Brungs und Volkert den Angriff der Mannschaft von Trainer Merkel bildete. Im September/Oktober 1966 hatte er noch in den zwei Messe-Cup-Spielen gegen den FC Valencia mitgewirkt. Nach 61 Bundesligaspielen mit zehn Treffern veränderte sich Greif im Sommer 1967 und wechselte an die Spree zu Hertha BSC.

### Berlin, 1967 bis 1970
Hertha BSC holte sich mit 104:11 Toren und 55:5 Punkten 1967/68 die Meisterschaft in Berlin. Trainer Helmut Kronsbein setzte Greif in 16 Spielen ein und der Mann aus Kiel schoss dabei vier Tore. In der erfolgreichen Bundesliga-Aufstiegsrunde 1968 kam Greif nur am 26. Mai 1968 bei der 1:2-Auswärtsniederlage beim SV Alsenborn zum Einsatz. Hertha stieg in die Bundesliga auf, Greif dagegen blieb in der Regionalliga Berlin, indem er zur Runde 1968/69 bei Wacker 04 unterschrieb. An der Seite von Bernd Fetkenheuer, Manfred Kipp, Reinhardt Lindner und Bernd Sobeck belegte er 1969 den vierten bzw. 1970 den fünften Rang mit Wacker 04 und absolvierte 54 Spiele mit 29 Toren.
Ab 1971 übte Manfred Greif in seinem Heimatverein Union-Teutonia Kiel das Amt des Spielertrainers aus.